# 돌라 (판관)
돌라(공동번역성서, 개신교), 톨라(로마가톨릭)(히브리어: תּוֹלָע‎, 현대 히브리어: Tola, 티베리아 히브리어: Tôlāʻ)는 판관기 10장에 등장하는 이스라엘의 판관이다. 아비멜렉이 죽은 뒤 23년동안 이스라엘을 다스렸다. 에브라임 산지의 사밀이라는 장소에서 살다가, 거기 묻혔다.
돌라라는 이름은 진홍색 애벌레를 가리키는 말인데, 자주색 염료를 얻을 때 이 벌레를 사용했다. 돌라는 이싸갈 지파 사람 도도의 손자이자 부아의 아들로, 이싸갈이 아버지 야곱과 함께 이집트로 갈 때에 같이 갔던 이싸갈의 아들 돌라와 같은 이름을 가지고 있다.
판관기에는 그의 업적은 적혀있지 않고, 단지 2개의 절로 그의 이야기를 전한다.

## 같이 보기
- 판관기
- 판관 (성경)